# Ciężka Szczerbina
Ciężka Szczerbina (niem. Verborgene Kerbe, słow. Česká štrbina, węg. Cseh-tavi-rés, ok. 2025 m) – przełączka w bocznej, wschodniej grani Niżnich Rysów w Tatrach Słowackich. Znajduje się w południowo-wschodniej grani Ciężkiej Turni pomiędzy Ciężkimi Igłami (ok. 2045 m) a Ciężką Basztą (ok. 2035 m).
Ciężka Szczerbina to bardzo wąska przełączka znajdująca się tuż pod pionowym uskokiem Ciężkiej Baszty. Na zachód, do Ciężkiego Koryta opada ścianą przeciętą kilkoma trawiastymi zachodami. Ścianą tą prowadzi droga wspinaczkowa. Z prawego końca najwyższego z zachodów można wyjść rynną skośnie w prawo (II w skali tatrzańskiej) na półkę znajdującą się kilka metrów poniżej grani, a z półki popękaną płytą na grań nieco powyżej Ciężkiej Szczerbiny.
Na południe z Ciężkiej Szczerbiny opada urwista 50-metrowa rynna do żlebu z Wyżniego Ciężkiego Przechodu.
Autorem nazwy przełączki jest Władysław Cywiński.

## Drogi wspinaczkowe
1. Południowo-wschodnią granią; III, czas przejścia 3 godz.[2]
2. Z Ciężkiego Koryta; II, 15 min[2].